# Somkid Jatusripitak
Somkid Jatusripitak (thaï : สมคิด จาตุศรีพิทักษ์) est un économiste et homme politique thaïlandais né le 15 juillet 1953 à Bangkok.
Il n'a occupé que des fonctions ministérielles financières, telles que ministre des Finances dans le premier gouvernement de Thaksin Shinawatra de 2001 à 2003, puis de nouveau dans le même gouvernement de 2004 à 2005. Il fut aussi ministre du Commerce entre 2005 et 2006 pour le second gouvernement de Thaksin Shinawatra. 
Il a été plusieurs fois nommé vice-Premier ministre : il l'est de 2001 à 2002, puis de 2003 à 2004, puis enfin, entre 2005 et 2006, avec son double portefeuille de ministre du Commerce. 
Sa dernière fonction ministérielle fut celle de vice-Premier ministre pour le premier et le second gouvernement de Prayut Chan-o-cha, entre 2015 et 2020.